# William Stanley (baronet)
William Stanley, född 1548, död den 3 mars 1630 i Gent, var en engelsk krigare och partigängare.
Stanley fick sin militära utbildning i spansk tjänst under hertigen av Alba, deltog 1570-85 med utmärkelse i bekämpandet av upprorsrörelsen på Irland och stred därefter tappert i Nederländerna som befälhavare för av honom värvade irländska trupper i Elisabets tjänst, tills han i januari 1587 förrädiskt uppgav Deventer åt spanjorerna, tog tjänst hos dem och i Madrid verkade för en spansk invasion på Irland. Han var sedermera spansk guvernör i Mecheln.